# Малкольм Крісті
Малкольм Крісті (англ. Malcolm Christie, нар. 11 квітня 1979, Стемфорд) — англійський футболіст, що грав на позиції нападника.
Виступав, зокрема, за клуби «Дербі Каунті» та «Мідлсбро», з яким став володарем Кубка англійської ліги, а також молодіжну збірну Англії.

## Клубна кар'єра
Народився в Стемфорді, Лінкольншир. Розпочав грати у футбол в аматорському клубі «Нанітон Боро». Граючи там, він також працював у супермаркеті
У жовтні 1998 року за £ 50 000 перейшов у «Дербі Каунті». Він дебютував за «баранів» у матчі Прем’єр-ліги 30 січня 1999 року проти «Шеффілд Венсдей» (1:0). Загалом у сезоні 1998/99 він провів 2 матчі чемпіонату, а перший гол у чемпіонаті за «Дербі» забив 15 січня 2000 року у ворота «Мідлсбро» (4:1). Загалом до кінця сезону 1999/00 Крісті зіграв 21 матч чемпіонату та забив 5 голів за клуб із Дербіширу. У наступному сезоні Крісті остаточно став основним гравцем клубу, зігравши 34 матчі в чемпіонаті та забивши 8 голів, при цьому 5 травня 2001 року він забив переможний гол на «Олд Траффорд», коли «Дербі» сенсаційно перемогло «Манчестер Юнайтед» з рахунком 1:0 і зберегло прописку в еліті. Наступного сезону 2001/02 він провів 35 матчів у чемпіонаті та забив 9 голів, але команда вилетіла з Прем'єр-ліги. У першій частині сезону 2002/03 у Першому дивізіоні він зіграв 24 ігри та забив 8 голів, перш ніж він разом із Крісом Рігготтом був проданий у «Мідлсбро» 31 січня 2003 року за 3 000 000 фунтів стерлінгів.
Малкольм Крісті дебютував за «Боро» 8 лютого 2003 року в матчі чемпіонату проти «Ліверпуля», а перший гол за клуб забив 22 лютого, коли вони перемогли «Сандерленд» з рахунком 3:1 у матчі чемпіонату на «Стедіум оф Лайт». Загалом у останній частині сезону 2002/03 він провів 12 матчів у чемпіонаті та забив 4 голи за «Мідлсбро». Зігравши 10 ігор чемпіонату та забивши 1 гол у чемпіонаті в першій частині наступного сезону 2003/04, Крісті зламав ногу на тренуванні, і ця травма призвела до того, що в другій частині сезону він не зіграв. Таким чином Крісті пропустив переможний Фінал Кубка ліги 2004 року проти «Болтон Вондерерз» (2:1), але зробив свій внесок у здобуття трофею, зігравши в попередніх раундах і забивши переможний гол проти «Брайтон енд Гоув Альбіона».
Йому було важко повністю відновитися від травми, і лише в лютому 2005 року він повернувся до гри. Втім лише через чотири дні в наступному матчі чемпіонату проти «Блекберн Роверз» він знову отримав травму, а влітку 2005 року знову зламав ногу. В результаті Крісті повернувся до «Мідлсбро» у квітні 2006 року, зігравши наприкінці сезону 2005/06 6 матчів у Прем'єр-лізі. У наступні роки нападника продовжували мучити травмі і він не міг надовго повернутись у гру, через що в червні 2007 року покинув «Мідлсбро» у статусі вільного агента.
Надалі футболіст перебував на перегляді у «Галл Сіті», а також отримував запрошення від «Бертон Альбіона», але контракт не підписав. У січні 2008 року він розпочав перегляд у «Лідс Юнайтед», але отримав травму, яка зірвала угоду. Натомість він використовував тренувальні центри «Лідса», щоб відновити фізичну форму з дозволу тренера Гері Макалістера. 13 жовтня 2008 року йому було дозволено грати за резервну команду «Лідса» проти «Сканторп Юнайтед». 10 листопада 2008 року Крісті почав переговори щодо контракту з клубом після відновлення своєї фізичної форми і незабаром уклав контракт. Він дебютував за «Лідс» 17 листопада 2008 року проти «Нортгемптон Тауна» у першому раунді Кубка Англії, а перший гол забив 28 грудня під час виїзної гри проти «Стокпорт Каунті» (3:1).
На початку 2009 року Крісті отримав травму хребта під час тренування і, дотримуючись порад лікаря, завершив ігрову кар'єру 29 січня 2009 року. Надалі відійшов від футболу і почав займатись продажем автомобілів

## Виступи за збірну
У 2001–2002 роках залучався до складу молодіжної збірної Англії, з якою взяв участь у молодіжному чемпіонаті Європи 2002 року, де англійці посіли останнє місце в групі. Всього на молодіжному рівні зіграв в 11 офіційних матчах, забив 3 голи.

## Титули і досягнення
- Володар Кубка англійської ліги (1):

«Мідлсбро»: 2003/04